# Emilio Edwards
Luis Emilio Edwards Leyton (Santiago, 24 de julio de 1984) es un actor y bailarín chileno.

## Carrera
Edwards estaba estudiando teatro en la Pontificia Universidad Católica de Chile, cuando le llegó la oportunidad de integrarse en el elenco de Vivir con 10, la primera telenovela de Chilevisión. Luego participó en Mala conducta, también en Chilevisión y Martín Rivas de TVN. En esta última telenovela interpretó a un alemán que llamó la atención en el Área Dramática de la señal pública, y por eso le ofrecieron la oportunidad de tener un pequeño papel en La familia de al lado. Luego sería contratado para Témpano y Dama y obrero.
En cine participó en la película Tanto tiempo de Claudio Polgati, por la cual recibió el premio al mejor actor en el Festival Internacional de Cine de Canarias.

## Filmografía

### Cine
| Año  | Título                                | Papel           |
| ---- | ------------------------------------- | --------------- |
| 2008 | Los bastardos                         | Clemente        |
| 2008 | Las Niñas                             |                 |
| 2008 | Tanto tiempo                          | Emilio          |
| 2009 | La hora perfecta                      |                 |
| 2010 | Velódromo                             | Gio Aznar       |
| 2010 | MP3, una película de rock descargable | Tomás           |
| 2010 | Salvarte                              | Felipe          |
| 2010 | Mamá                                  |                 |
|      | La despedida                          |                 |
| 2015 | En la gama de los grises              | Fer Contreras   |
| 2015 | Tomás                                 |                 |
| 2016 | Amapola Roja                          | Michael Jary    |
| 2019 | Ema                                   |                 |
| 2024 | El lugar de la otra                   | Walter Pumarino |

### Telenovelas
| Teleseries | Teleseries            | Teleseries                           |
| Año        | Teleserie             | Personaje                            |
| ---------- | --------------------- | ------------------------------------ |
| 2007       | Vivir con 10          | Manuel Levin                         |
| 2008       | Mala conducta         | Iñaki Elorrieta / Ignacio Magallanes |
| 2010       | Martín Rivas          | Hans Schultz                         |
| 2010       | La familia de al lado | Danilo Salas                         |
| 2011       | Témpano               | Damián Truman                        |
| 2012-2013  | Dama y obrero         | Christopher Lara                     |
| 2015       | Matriarcas            | Alexis Santis                        |
| 2017-2021  | Verdades ocultas      | Nicolás Walker                       |
| 2021       | Demente               | Mateo                                |

### Series de televisión
| 2007 | Mi primera vez   | Pablo             |
| 2009 | Mis años grossos | Martin Achondo    |
| 2009 | Mea culpa        | Luis              |
| 2011 | Cumpleaños       | Lucas             |
| 2015 | Juana Brava      | El Turco          |
| 2015 | Fabulosas flores | Gustavo Eguiguren |

## Vídeos musicales
| Año  | Título | Artista     |
| ---- | ------ | ----------- |
| 2017 | Somos  | Paloma Soto |

### Programas
- Buenos días a todos (2011) - Invitado
- Aquí se baila (2022) - Concursante.

## Comerciales de televisión
- Entel (2014) - Protagonista del comercial.

## Premios
- Festival Internacional de Cine de Canarias (2009): Mejor actor (Tanto tiempo)